# Lucanus barbarossa
El lucano meridional (Lucanus barbarossa) es una especie de coleóptero de la familia Lucanidae. Esta especie es menos conocida que su pariente el lucano ciervo (Lucanus cervus), tradicionalmente conocido como ciervo volante. Es un endemismo ibero-magrebí, ya que dentro de la región mediterránea, solo está presente en la Península ibérica y en las montañas del Magreb desde Marruecos hasta Túnez. Anteriormente se consideraba dentro del género Pseudolucanus, que ha sido reclasificado como subgénero, por lo que el nombre científico de esta especie es Lucanus (Pseudolucanus) barbarossa.

## Descripción
Su tamaño total varía entre los 3 y 20 cm incluyendo las mandíbulas. El cuerpo es de color negro brillante, las antenas presentan 10 artejos, siendo el primero (escapo) largo, y los seis últimos forman una maza o peine antenal. Como es habitual entre los Lucánidos, el dimorfismo sexual es acusado: las mandíbulas de los machos son prominentes, con un ligero diente mediano, y acanaladas en la mitad delantera de su parte superior, mientras que las de las hembras son cortas y el diente mediano está más marcado y dirigido hacia arriba. La cabeza de las hembras presenta un punteado denso y grueso, más acentuado que en los machos. El punteado es más fino y disperso en el pronoto y élitros de ambos sexos. El pronoto de los machos, en vista dorsal, presenta la mayor anchura en su mitad delantera, a diferencia del de las hembras, más ancho en su mitad posterior.
Esta especie coincide en una parte de su área de distribución con el ciervo volante Lucanus cervus. Si bien los machos de ambas especies se diferencian sin dificultad por la morfología de sus mandíbulas, las hembras pueden confundirse. Los principales criterios de diferenciación en este caso son: 
1.) Los ángulos posteriores pronotales, bien marcados en L. barbarossa, atenuados y redondeados en L. cervus.
2.) Número de lamelas antenales: 6 en L. barbarossa, 4 en los ejemplares de L. cervus de la península ibérica. 
3.) Élitros con punteado más denso y tono burdeos en L. cervus, siendo el punteado más fino y disperso en L. barbarossa, con aspecto negro y más brillante.

## Biología
Las larvas se alimentan de madera en descomposición en la parte basal y subterránea de árboles o tocones durante varios años. Habitan las partes más frescas y umbrosas de los bosques de robles y encinas, así como los bosques de ribera o bosques-galería, aprovechando los procesos de putrefacción y reblandecimiento de la madera facilitados por hongos que se desarrollan en condiciones de elevada humedad ambiental. Las larvas llegan a alcanzar un mayor tamaño que los adultos. Es una especie polífaga, que se alimenta de la madera de diversas especies de frondosas, pero no en la de coníferas como pinos y abetos. 
La biología detallada de esta especie apenas está estudiada. Tras la metamorfosis, los insectos formados podrían hibernar, emergiendo al exterior el verano siguiente desde sus refugios subterráneos en la base de los árboles. Los adultos son de hábitos nocturnos, y durante su corta vida de unos pocos días o semanas no se alimentan o, todo lo más, pueden llegar a succionar la savia de los árboles. Pueden volar, siendo los machos atraídos por las luces de farolas. Presentan ciclos cuatrianuales de abundancia, apareciendo los machos con algo de antelación a las hembras, siendo el período de aparición de los imagos desde finales de junio hasta agosto.
Esta especie es escasa en su ámbito de distribución, ya que depende para su desarrollo de la existencia de árboles viejos y decrépitos o de tocones en descomposición, cada vez más escasos en nuestros menguados bosques autóctonos; además, requiere cierta humedad ambiental, lo que limita sus hábitats favorables en los cálidos y secos estíos de su área de distribución. Esto, unido a sus hábitos nocturnos, hace difícil su observación y estudio. Aunque no se encuentra incluida en el Catálogo Español de Especies Amenazadas, sí se ha incluido en la categoría de “preocupación menor” en el Atlas de los Invertebrados Amenazados de España y en el Libro Rojo de los Invertebrados de Andalucía. En España solo se ha catalogado con algún grado de amenaza en Extremadura, en la categoría de Vulnerable.